# Улибино (Новосибірська область)
Улибино (рос. Улыбино) — село в Іскітимському районі Новосибірської області Російської Федерації.
Входить до складу муніципального утворення Улибинська сільрада. Населення становить 1500 осіб (2010).

## Історія
Згідно із законом від 2 червня 2004 року органом місцевого самоврядування є Улибинська сільрада.

## Населення
| 2002 | 2007  | 2010  |
| ---- | ----- | ----- |
| 1607 | ↗1848 | ↘1500 |